# چرخ‌ریسک تاب‌لانه سرسیاه
چرخ‌ریسک تاب‌لانه سرسیاه (نام علمی: Remiz macronyx) نام گونه‌ای از تیره چرخ‌ریسک تاب‌لانه است.